# 付欣田
付 欣田（フ シンテン、2001年5月3日 - ）は、中国の女子バレーボール選手である。

## 来歴
遼寧省大連市出身。監督に誘われて10歳の頃からバレーボールを始める。
2020年、共栄学園高等学校卒業後、鈴鹿大学に入学するも中退して、V.LEAGUE DIVISION1 WOMEN（V1女子）に所属する岡山シーガルズに入団した。入団1シーズン目となる2020/21シーズンにV1女子の試合に出場し、Vリーグデビューを果たした。
2023年、2022-23シーズン終了をもって岡山シーガルズを退団し、V2女子に所属するGSS東京サンビームズに移籍した。
2024年7月、V・サマーリーグを最後に東京サンビームズを退団した。

## 所属チーム
- 共栄学園高等学校（2017-2020年）
- 岡山シーガルズ（2020-2023年）
- GSS東京サンビームズ/東京サンビームズ（2023-2024年）